# روبين فاسكونسيلوس
روبين فاسكونسيلوس (بالإسبانية: Rubén Vasconcelos)‏ هو لاعب هوكي الحقل مكسيكي، ولد في 2 أغسطس 1949.

## وصلات خارجية
- روبين فاسكونسيلوس على موقع أوليمبيديا (الإنجليزية)